# Ащеринский карьер
Ащеринский карьер — посёлок в Ковровском районе Владимирской области России, входит в состав Клязьминского сельского поселения.

## География
Посёлок расположен в 11 км на юго-запад от центра поселения села Клязьминский Городок и в 9 км на восток от райцентра города Ковров.

## История
Возник после Великой Отечественной войны в связи с разработкой Ащеринского месторождения доломитов, входил в состав Клязьминского сельсовета, с 2005 года — в составе Клязьминского сельского поселения.

## Население
| 2002 | 2010 | 2021 |
| ---- | ---- | ---- |
| 23   | ↗30  | ↗41  |